# 乔治娅·戈德温
乔治娅·戈德温（英語：Georgia Godwin，1997年10月28日—），澳大利亚女子竞技体操运动员。她曾代表澳大利亚参加2018年和2022年英联邦运动会体操比赛，获得二枚金牌、四枚银牌和二枚铜牌。她也曾参加2020年夏季奥林匹克运动会。